# 郑息之战
郑息之战，是指春秋早期郑国和息国的戰爭。
前712年（周桓王八年、鲁隐公十一年），郑国和息国之间言论上有了冲突，息侯就北上进攻郑国。郑庄公和息侯在国境内作战，息国的军队大败而回。《左传》作者认为这预示着息国将要灭亡了，认为息国犯了五种错误：不衡量德行、不考虑力量、不亲近亲邻、不分辨是非、不查察有罪，还去讨伐别人，丧失军队是必然的。